# 쓰루마역
쓰루마역(일본어: 鶴間駅, つるまえき)은 일본 가나가와현 야마토시에 위치한 오다큐 전철의 역이다. 역 번호는 OE 04이다.

## 역사
- 1929년 4월 1일: 영업 개시, "직통" 정차역이 됨. 또한, 각역정차는 신주쿠 ~ 이나다노보리토(현, 무코가오카유엔) 간에서만 운행되었음.
- 1945년 6월: "직통"이 폐지된 각역정차가 전 노선에서 운행되어 정차역이 됨.
- 1946년 10월 1일: 준급이 설정되어 정차역이 됨.
- 1980년 10월 18일: 교상 역사와 동서자유통로가 완성되어 공용 개시.
- 2012년 8월 3일: 행선지 안내기가 신설되고 사용 개시.

## 역 구조
상대식 승강장 2면 2선의 지상역에서 교상 역사를 갖는다.
2012년 8월 3일, 행선지 안내기가 신설되었다.

### 승강장
| 번호 | 노선        | 방향 | 행선                                  |
| ---- | ----------- | ---- | ------------------------------------- |
| 1    | 에노시마 선 | 하행 | 야마토・후지사와・가타세에노시마 방면 |
| 2    | 에노시마 선 | 상행 | 사가미오노・신주쿠・ 지요다 선 방면   |

## 역 주변
- 야마토 시청
- 야마토 시립 병원
- 야마토 시 근로 복지 회관
- 야마토 시 보건 복지 센터
- 일반 사단 법인 야마토 시 의사회 야마토 시 지역 의료 센터・휴일 야간 진료소
- 야마토 시립 야마토 중학교
- 야마토 시립 야마토 초등학교
- 야마토 시립 오노하라 초등학교
- 야마토 시립 니시쓰루마 초등학교
- 야마토 시 장애인 자립 지원 센터(야마토 시 건강 보건 복지부 장애 복지과 소관)
- 쓰루마 역전 우체국
- 야마토 시모쓰루마 우체국
- 야마토 영농 센터
- 가나가와 중앙 교통 야마토 영업소(쓰루마 차고)
  - 가나가와 중앙 교통 히가시야마토 영업소
- 야마토 오쿠 시티
  - 이토 요카도 야마토 쓰루마점
  - 이온 몰 야마토
- 마루에쓰 쓰루마점
- 리소나 은행 쓰루마 지점
- 도쿄 구두 유통 센터 쓰루마점
- 니조도리 상점가
- 스포츠 클럽 르네상스 쓰루마
- BOOK-OFF 야마토 니시쓰루마점

## 사진

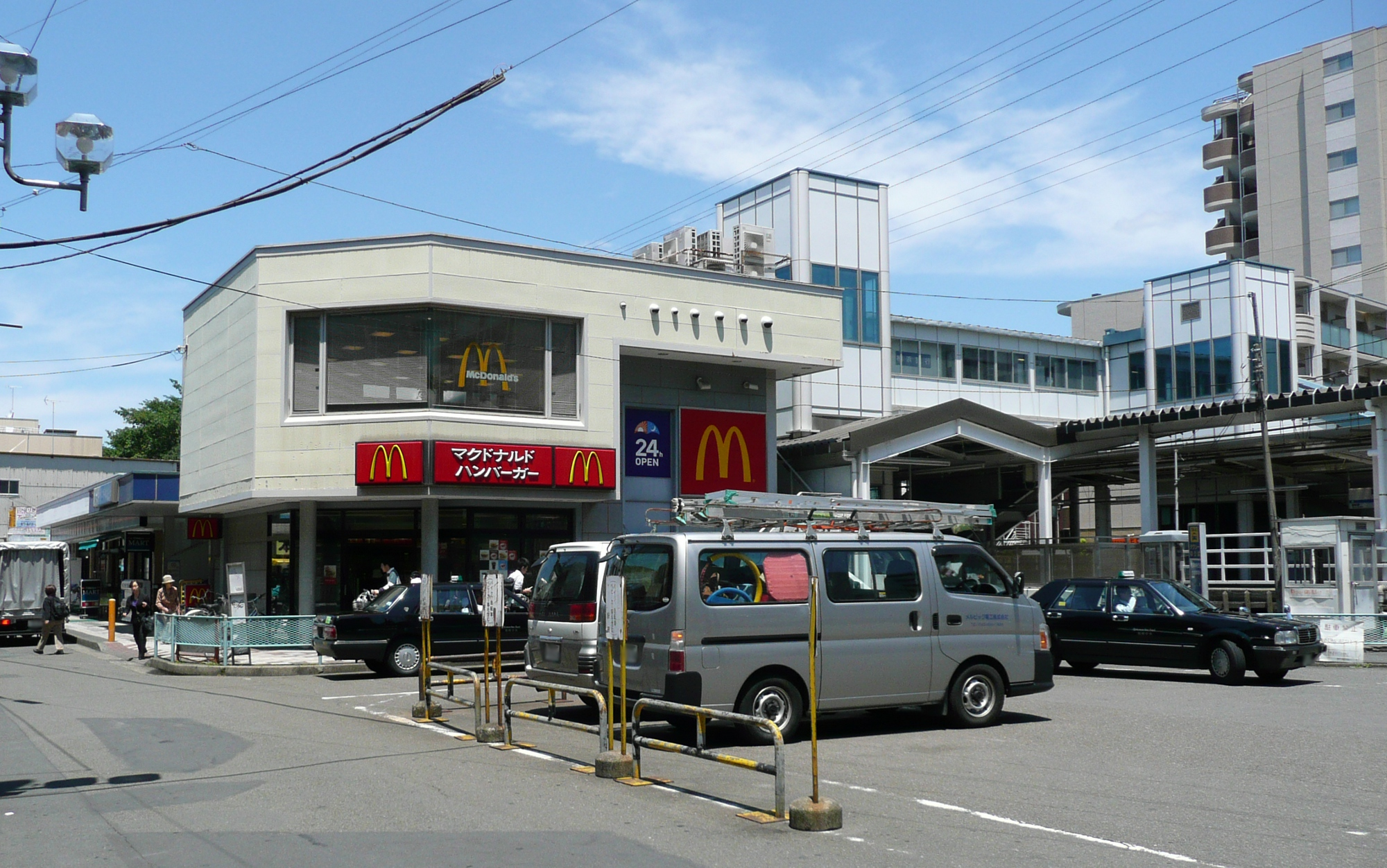
서쪽 출입구
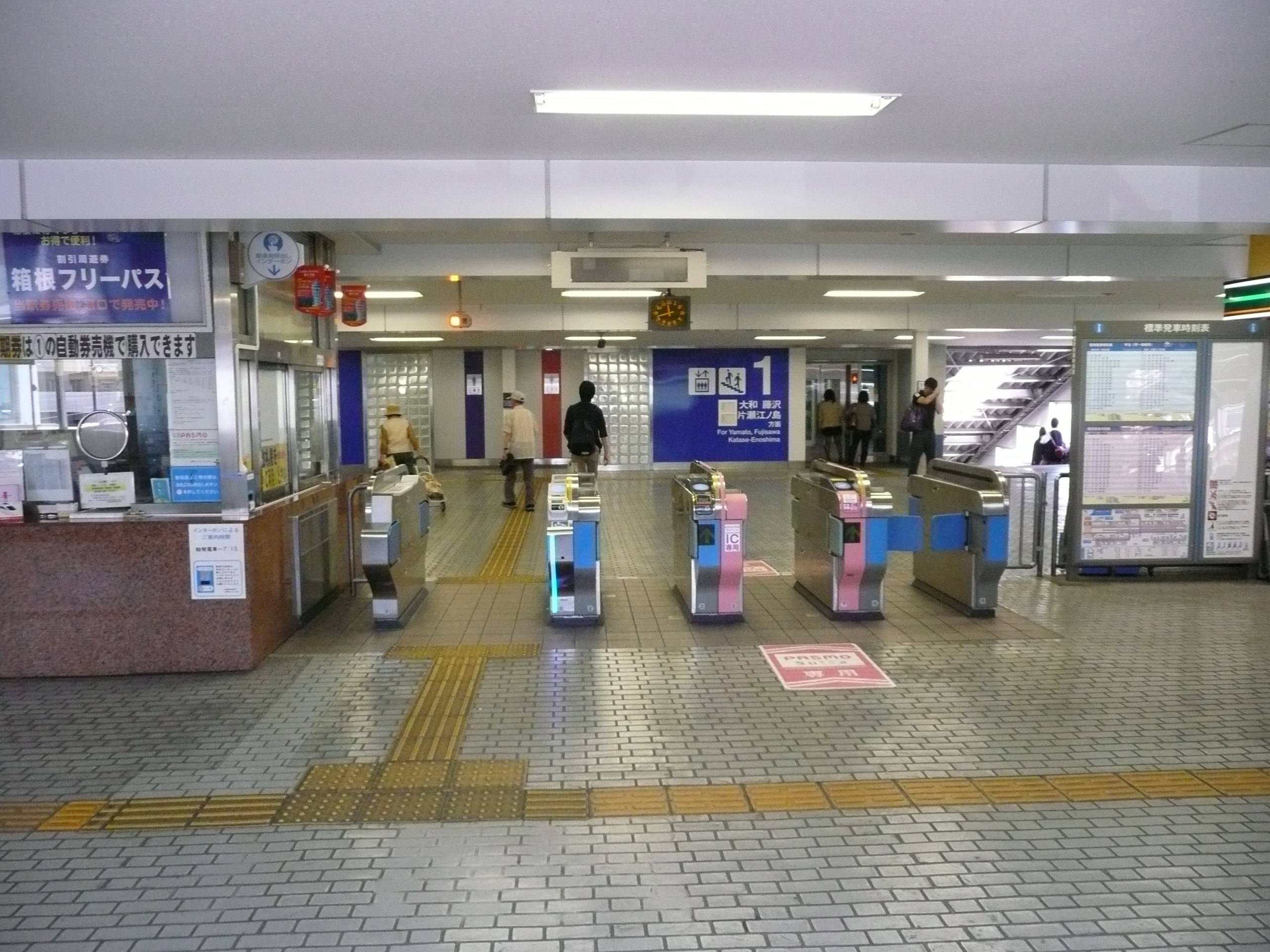
개찰구

## 인접역
| 오다큐 전철 에노시마 선      | 오다큐 전철 에노시마 선 | 오다큐 전철 에노시마 선          |
| ---------------------------- | ----------------------- | -------------------------------- |
| OE 03 미나미린칸 신주쿠 방면 | ■ 각역정차              | 야마토 OE 05 가타세에노시마 방면 |